# Gliaca
Gliaca /ˈʎaːka/ è una frazione di Piraino, comune italiano della città metropolitana di Messina.
L'abitato si sviluppa lungo la statale 113 Settentrionale Sicula, strada litoranea che collega Messina a Palermo, e ha avuto negli anni ottanta del secolo scorso un notevole incremento grazie anche alla combinazione di vari fattori, quali il territorio pianeggiante, la posizione costiera, la presenza della ferrovia e dell'autostrada A20, la cui uscita "Brolo-Capo d'Orlando est" si trova nelle immediate vicinanze del centro.

## Monumenti e luoghi d'interesse
Sul mare è presente una torre costiera risalente al XVI secolo, Torre delle Ciaule (Ciavole), mentre il borgo fu edificato dagli arabi nel IX secolo.

## Sport

### Calcio
A Gliaca è presente una squadra di calcio: Due Torri. La compagine ha alle spalle diverse annate di Eccellenza e nella stagione 2013/2014 ha partecipato al campionato di Serie D centrando la salvezza nella passata stagione solamente ai play-out.